# Hippothoa santacruzana
Hippothoa santacruzana är en mossdjursart som beskrevs av Pinter 1973. Hippothoa santacruzana ingår i släktet Hippothoa och familjen Hippothoidae. Inga underarter finns listade i Catalogue of Life.